# Elektroswing
Elektroswing är en musikgenre som har sin bas i swingen och den elektroniska dansmusiken. Musiken innehåller ofta loopar av samplad musik från swingens storhetstid i kombination med till exempel hiphop-beat eller syntförstärkta basgångar. Genren kan höras framförd av både DJ:s och av hela band.
Bland genrens namn kan tillräknas Tape Five, Swing Republic, Max Pashm, Parov Stelar, Caravan Palace, och på vissa samlingsalbum förekommer även de svenska Movits!. 